# 許澄
许澄（?—?），隋朝人物，高阳郡北新城（今河北省保定市徐水区西）人。
许澄是許智藏的同宗，也以医术显达。父亲许奭，在南梁官至太常丞、中军长史。随柳仲礼入长安，与姚僧垣齐名，拜为上仪同三司。许澄有学识，继承父业，穷尽了其中奥妙。历任尚药典御、谏议大夫，封贺川县伯。父子都以医术之名见重于北周、隋朝二代。